# Adrián Bernabé
Adrián Bernabé García (Barcellona, 25 maggio 2001) è un calciatore spagnolo, centrocampista del Parma.

## Caratteristiche tecniche
Giocatore che può ricoprire più ruoli del centrocampo, dalla mezzala al trequartista: proprio in quest'ultimo ruolo rende al meglio grazie alle sue qualità tecniche, visione di gioco e dribbling.

## Carriera

### Club

#### Manchester City
Cresciuto nei settori giovanili di Espanyol e Barcellona, Bernabé passa al Manchester City nell'estate del 2018. Viene aggregato alla prima squadra nel pre-campionato, giocando contro il Bayern Monaco, ed esordisce in EFL Trophy contro lo Shrewsbury Town. Il 25 settembre 2018 debutta in una competizione ufficiale con la prima squadra dei Citizens subentrando nella gara di Carabao Cup contro l'Oxford United. Al termine della stagione 2020-2021 rimane svincolato.

#### Parma
Il 7 luglio 2021 Bernabé firma un contratto triennale con il Parma, militante in Serie B. A causa di un intervento chirurgico per correggere un'anomalia cardiaca, Bernabé debutta con il Parma solamente il 5 febbraio 2022, nella partita di campionato pareggiata contro il Benevento per 0-0. Il 26 febbraio, nella vittoria per 4-0 in campionato contro la SPAL, mette a segno la sua prima rete. Nonostante la stagione deludente dei ducali, estromessi fin da subito dalla lotta promozione, le prestazioni positive di Bernabé attirano l'interesse di altri club.
Il 2 luglio 2023 rinnova il contratto con il Parma fino al 2026. Inizia la stagione successiva nel migliore dei modi segnando due gol nelle prime due giornate rispettivamente contro la Feralpisalò e il Cittadella, entrambi finiti 2-0. Chiude la stagione riuscendo a conquistare la promozione in Serie A e a vincere il campionato di Serie B.
La stagione successiva debutta in Serie A il 17 agosto 2024 in occasione del match poi finito 1-1 contro la Fiorentina. Il 5 aprile 2025 segna il suo primo gol in serie A, avviando la rimonta da 0-2 a 2-2 in casa contro l'Inter. 

### Nazionale
Nel 2018 viene convocato per la prima volta in Nazionale Under-17 e debutta ufficialmente durante l'Europeo Under-17 2018 nella gara vinta per 1-0 contro la Serbia.
Nell'estate del 2022 viene convocato dalla Spagna U21 in vista delle qualificazioni all'Europeo Under-21 2023. Esordisce ufficialmente nella gara vinta dagli spagnoli per 6-0 contro l'Irlanda del Nord. Ha debuttato all'Europeo Under-21 il 27 giugno 2023 contro l'Ucraina.
Il 27 giugno 2024 viene convocato dal commissario tecnico Santi Denia nella nazionale olimpica in vista dei giochi di Parigi 2024. L'8 agosto 2024 contribuisce alla vittoria dell'oro olimpico per la sua nazione nel match vinto per 5-3 ai supplementari contro la Francia, partita nella quale Bernabè subentra a Fermín López al 73º. Gioca in tutte le sei partite per un totale di 197 minuti.

## Statistiche

### Presenze e reti nei club
Statistiche aggiornate al 25 maggio 2025.
| Stagione                   | Squadra                    | Campionato                 | Campionato | Campionato | Coppe nazionali | Coppe nazionali | Coppe nazionali | Coppe continentali | Coppe continentali | Coppe continentali | Altre coppe | Altre coppe | Altre coppe | Totale | Totale |
| Stagione                   | Squadra                    | Comp                       | Pres       | Reti       | Comp            | Pres            | Reti            | Comp               | Pres               | Reti               | Comp        | Pres        | Reti        | Pres   | Reti   |
| -------------------------- | -------------------------- | -------------------------- | ---------- | ---------- | --------------- | --------------- | --------------- | ------------------ | ------------------ | ------------------ | ----------- | ----------- | ----------- | ------ | ------ |
| 2018-2019                  | Manchester City U21        | -                          | -          | -          | -               | -               | -               | -                  | -                  | -                  | EFT         | 4           | 0           | 4      | 0      |
| 2019-2020                  | Manchester City U21        | -                          | -          | -          | -               | -               | -               | -                  | -                  | -                  | EFT         | 3           | 1           | 3      | 1      |
| 2020-2021                  | Manchester City U21        | -                          | -          | -          | -               | -               | -               | -                  | -                  | -                  | EFT         | 2           | 1           | 2      | 1      |
| Totale Manchester City U21 | Totale Manchester City U21 | Totale Manchester City U21 | -          | -          |                 | -               | -               |                    | -                  | -                  |             | 9           | 2           | 9      | 2      |
| 2018-2019                  | Manchester City            | PL                         | -          | -          | FACup+CdL       | 0+1             | 0               | UCL                | -                  | -                  | CS          | -           | -           | 1      | 0      |
| 2019-2020                  | Manchester City            | PL                         | -          | -          | FACup+CdL       | 0+3             | 0               | UCL                | 0                  | 0                  | CS          | -           | -           | 3      | 0      |
| 2020-2021                  | Manchester City            | PL                         | 0          | 0          | FACup+CdL       | 0+1             | 0               | UCL                | 0                  | 0                  | -           | -           | -           | 1      | 0      |
| Totale Manchester City     | Totale Manchester City     | Totale Manchester City     | 0          | 0          |                 | 5               | 0               |                    | 0                  | 0                  |             | 0           | 0           | 5      | 0      |
| 2021-2022                  | Parma                      | B                          | 16         | 5          | CI              | -               | -               | -                  | -                  | -                  | -           | -           | -           | 16     | 5      |
| 2022-2023                  | Parma                      | B                          | 29+2       | 1+0        | CI              | 2               | 0               | -                  | -                  | -                  | -           | -           | -           | 33     | 1      |
| 2023-2024                  | Parma                      | B                          | 35         | 8          | CI              | 3               | 1               | -                  | -                  | -                  | -           | -           | -           | 38     | 9      |
| 2024-2025                  | Parma                      | A                          | 21         | 1          | CI              | -               | -               | -                  | -                  | -                  | -           | -           | -           | 21     | 1      |
| Totale Parma               | Totale Parma               | Totale Parma               | 101+2      | 15         |                 | 5               | 1               |                    | -                  | -                  |             | -           | -           | 108    | 16     |
| Totale carriera            | Totale carriera            | Totale carriera            | 101+2      | 15         |                 | 10              | 1               |                    | 0                  | 0                  |             | 9           | 2           | 122    | 18     |

### Cronologia presenze e reti in nazionale
| Cronologia completa delle presenze e delle reti in nazionale ― Spagna olimpica | Cronologia completa delle presenze e delle reti in nazionale ― Spagna olimpica | Cronologia completa delle presenze e delle reti in nazionale ― Spagna olimpica | Cronologia completa delle presenze e delle reti in nazionale ― Spagna olimpica | Cronologia completa delle presenze e delle reti in nazionale ― Spagna olimpica | Cronologia completa delle presenze e delle reti in nazionale ― Spagna olimpica | Cronologia completa delle presenze e delle reti in nazionale ― Spagna olimpica | Cronologia completa delle presenze e delle reti in nazionale ― Spagna olimpica |
| Data                                                                           | Città                                                                          | In casa                                                                        | Risultato                                                                      | Ospiti                                                                         | Competizione                                                                   | Reti                                                                           | Note                                                                           |
| ------------------------------------------------------------------------------ | ------------------------------------------------------------------------------ | ------------------------------------------------------------------------------ | ------------------------------------------------------------------------------ | ------------------------------------------------------------------------------ | ------------------------------------------------------------------------------ | ------------------------------------------------------------------------------ | ------------------------------------------------------------------------------ |
| 24-7-2024                                                                      | Parigi                                                                         | Uzbekistan olimpica                                                            | 1 – 2                                                                          | Spagna olimpica                                                                | Olimpiadi 2024 - 1º turno                                                      | -                                                                              | 76’ - 80’                                                                      |
| 27-7-2024                                                                      | Bordeaux                                                                       | Rep. Dominicana olimpica                                                       | 1 – 3                                                                          | Spagna olimpica                                                                | Olimpiadi 2024 - 1º turno                                                      | -                                                                              | 66’                                                                            |
| 30-7-2024                                                                      | Bordeaux                                                                       | Spagna olimpica                                                                | 1 – 2                                                                          | Egitto olimpica                                                                | Olimpiadi 2024 - 1º turno                                                      | -                                                                              | 63’                                                                            |
| 2-8-2024                                                                       | Lione                                                                          | Giappone olimpica                                                              | 0 – 3                                                                          | Spagna olimpica                                                                | Olimpiadi 2024 - Quarti di finale                                              | -                                                                              | 70’                                                                            |
| 5-8-2024                                                                       | Marsiglia                                                                      | Marocco olimpica                                                               | 1 – 2                                                                          | Spagna olimpica                                                                | Olimpiadi 2024 - Semifinale                                                    | -                                                                              | 62’ - 72’                                                                      |
| 9-8-2024                                                                       | Parigi                                                                         | Francia olimpica                                                               | 3 – 5 dts                                                                      | Spagna olimpica                                                                | Olimpiadi 2024 - Finale                                                        | -                                                                              | 73’                                                                            |
| Totale                                                                         |                                                                                | Presenze                                                                       | 6                                                                              |                                                                                | Reti                                                                           | 0                                                                              |                                                                                |

## Palmarès

### Club
- Coppa di Lega inglese: 3

Manchester City: 2018-2019, 2019-2020, 2020-2021
- Campionato italiano di Serie B: 1

Parma: 2023-2024

### Nazionale
- Oro olimpico: 1

Parigi 2024